# Vlaštovky a Amazonky (film, 2016)
Vlaštovky a Amazonky (Swallows and Amazons) je britský hraný film z roku 2016, který režíroval Philippa Lowthorpe. Film je volně inspirován knihou Arthura Ransomeho Boj o ostrov. Film zachycuje letní dobrodružství dvou skupin sourozenců.

## Děj
Sourozenci Walkerovi (John, Zuzana, Titty a Roger) se svou matkou přijíždějí v roce 1935 do Jezerní oblasti, aby zde na farmě u manželů Jacksonových strávili letní prázdniny. Když objeví malou plachetnici zvanou Vlaštovka, poprosí matku, aby mohli tábořit na jezeře uprostřed jezera. Zde se seznámí se sestrami Blackettovými (Nancy a Peggy), které si říkají Amazonky podle jejich plachetnice, a bydlí v domě poblíž jezera. Poblíž ostrova žije na hausbótu Jim Turner, strýc Blackettových, kterého Titty přejmenuje na kapitána Flinta (podle piráta z Ostrova pokladů). Jim Turner se dětí straní a je velmi tajuplný. Pátrá po něm muž, se kterým se děti setkaly už ve vlaku. Ukáže se, že Jim Turner je ve smrtelném nebezpečí a děti mu pomohou před sovětskými špióny.

## Obsazení
| Rafe Spall                 | Jim Turner / kapitán Flint |
| Andrew Scott               | tajný agent Lazlow         |
| Kelly Macdonaldová         | paní Walkerová             |
| Jessica Hynes              | paní Jacksonová            |
| Harry Enfield              | pan Jackson                |
| Dane Hughes                | John Walker                |
| Orla Hill                  | Zuzana Walkerová           |
| Teddie-Rose Malleson-Allen | Titty Walkerová            |
| Bobby McCulloch            | Roger Walker               |
| Seren Hawkes               | Nancy Blackettová          |
| Hannah Jayne Thorp         | Peggy Blackettová          |